# Fairy Pools
Les Fairy Pools, littéralement « piscines des Fées », sont une série de piscines naturelles du Royaume-Uni situées sur l'île de Skye, près de Glen Brittle. La couleur de l'eau s'y trouvant est turquoise, grâce au reflets du ciel et des rochers. Leur nom en gaélique est Glumagan nan Sithichean ou Coire na Creiche.

## Description
La zone située aux alentours est principalement rocheuse et est parsemée de quelques zones marécageuses. L'eau y est froide car elle est alimentée par des ruisseaux de montagne. L'eau parait bleu turquoise grâce aux reflets du ciel,.
Aux alentours des Fairy Pools se trouvent des animaux comme le cerf élaphe, l'aigle royal, le héron cendré...

## Tourisme
Auparavant, ces bassins étaient peu connus mais sont devenus très vite populaires, attirant un grand nombre de marcheurs, ce dernier ayant doublé entre 2015 et 2019,. En raison de cette hausse significative, le nombre de dégradations des différents sites, le prix de l'immobilier et le nombre d'embouteillages ont fortement augmenté.
Le parking pour s'y rendre se trouve au niveau de Glen Brittle. Il faut ensuite suivre un chemin le long de la rivière Brittle.

## Folklore et histoire

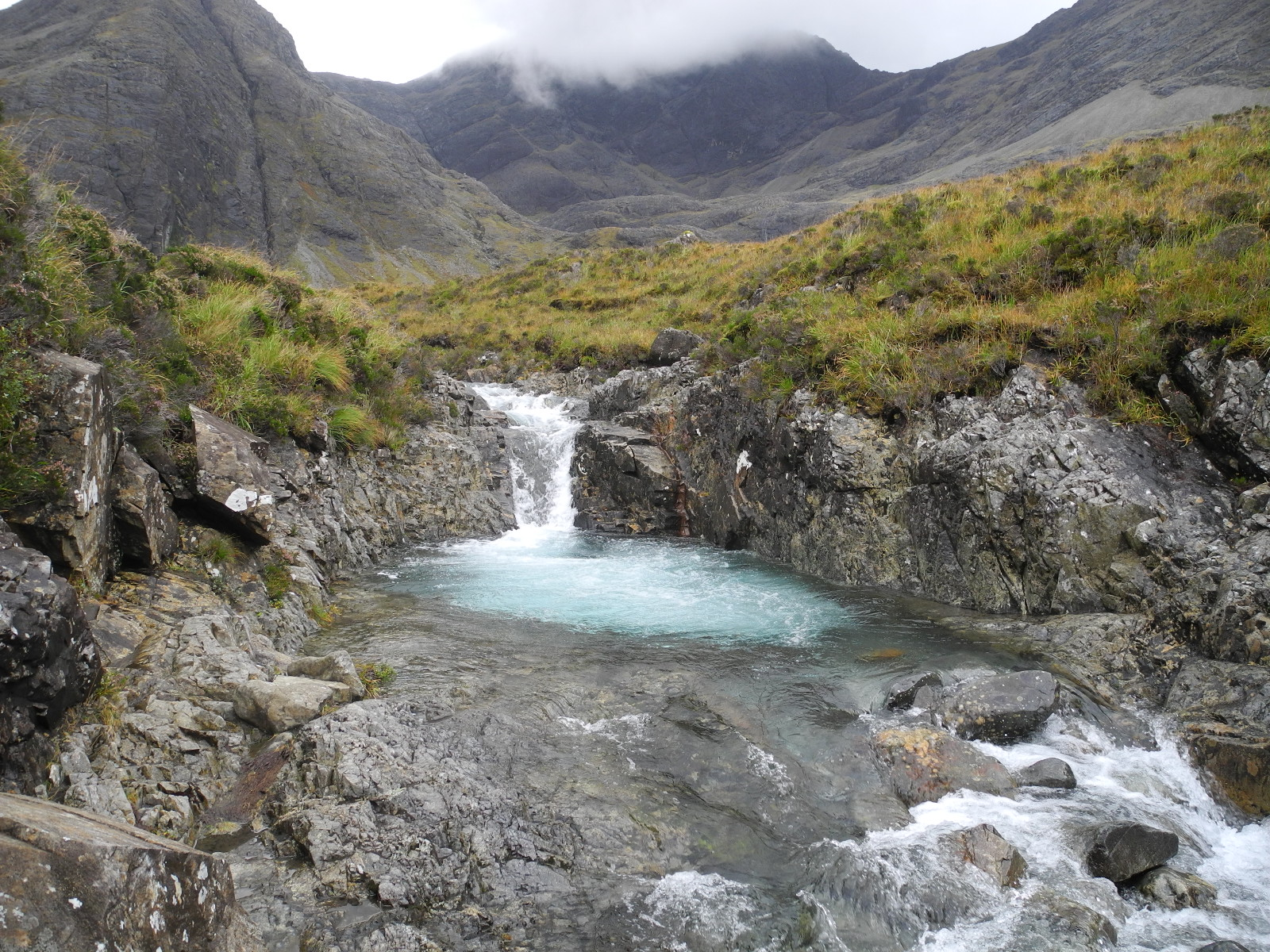
Vue des Fairy Pools.

Selon le folklore local, le lieu serait magique en raison de la couleur bleue turquoise.